# Caccobius tsunoellus
Caccobius tsunoellus là một loài bọ cánh cứng trong họ Bọ hung (Scarabaeidae).